# Saint-Romain-en-Jarez
Saint-Romain-en-Jarez là một xã trong tỉnh Loire miền trung nước Pháp.